# 순금의 땅
《순금의 땅》은 2014년 1월 6일부터 2014년 8월 22일까지 방영된 한국방송공사 TV소설이다.

## 기획 의도
인삼 사업으로 농촌에 뿌리내린 정순금의 이야기를 그린 드라마다.

## 등장인물

### 주요 인물
- 강예솔 : 정순금 역(아역:박하영)
- 강은탁 : 강우창 역(아역:엄도현)
- 백승희 : 한진경 역(아역:안은정)
- 이병훈 : 윤정수 역(아역:정재민)

### 정순금 가족
- 권오현 : 정수복 역

### 마을 사람들
- 송영재 : 김봉달 역
- 김진국 : 강진만 역
- 조선형 : 장덕구 역(아역:현석준)
- 이화영 : 덕구 어머니 역
- 전원주 : 주모 역
- 박하은 : 김봉달 딸 덕분 역

### 세운당 사람들
- 정애리 : 마님 역
- 김명수 : 한치수 역
- 김도연 : 지연희 역
- 유승봉 : 행랑아범 역
- 신소이 : 조미자 역
- 조혜선 : 조향자 역(아역:김에스더)
- 박성일 : 독사(김학기) 역
- 김영배 : 양방기 역
- 차다영 : 식모 미순 역
- 송경현 : 한재일 역(아역:조성범)

### 그 외 인물
- 이현경 : 서인옥 역
- 유아미 : 쎄라 역
- 최창엽 : 윤영수 역(아역:인지원)
- 김주영 : 박인태 역
- 최종남 : 청량리 약재상 역
- 심양홍 : 백회장 역
- 이규준 : 의사 역
- 박혜영 : 서현재 역
- 신철진 : 극도제약 이극도 회장 역
- 정유근 : 강우창 아들 강진우 역
- 임재근 : 황개동 역
- 김동석 : 검사 역
- 김경응 : 형사 역
- 류재필

## 결방 사유 및 연장
- 2014년 6월 10일 : 브라질 월드컵 특집 미리 보는 브라질 월드컵 생방송으로 인한 결방
- 2014년 6월 18일 : 여기는 쿠이아바 <러시아 VS 대한민국, H조 예선> & 2014 브라질 월드컵 특집 월드컵 하이라이트로 인한 결방
- 순금의 땅 방영 분량이 120부작에서 43회 연장되어 163부작으로 변경 및 확정되었다.